# Secretario de Estado
Un secretario de Estado  es la denominación, en algunos países, para el jefe de cada uno de los departamentos en que se divide la Administración del Estado o el Gobierno. En general, es un título que corresponde a altos cargos de la Administración. La denominación puede resultar equivalente en algunos países a la de ministro.
En Estados Unidos, el secretario de Estado de los Estados Unidos lidera el departamento gubernamental de Asuntos Exteriores. En la Iglesia católica, el secretario de Estado preside, bajo el papa, la Curia Romana, con funciones similares a la de primer ministro y jefe de la diplomacia. En la España del Antiguo Régimen, el cargo correspondía al actual presidente del Gobierno.

## Alemania
El Staatssekretär alemán es un Beamter (funcionario), quien es el segundo de un Ministro en un Estado o en el Ministerio federal. La Oficina del secretario de Estado es similar al Viceministro o el Viceprimer Ministro en otros países. Es un cargo político, lo que significa que se asigna por nombramiento basado en criterios políticos, como la afiliación, en lugar de calificación profesional como funcionario, aunque él es el jefe administrativo del Ministerio. Ellos dependen de la plena confianza de su Ministro y en cualquier momento pueden pasar a retiro provisional con sus pensiones pagadas en su totalidad. Esto ocurre generalmente cuando cambia el Gobierno o el Ministro. De hecho una jubilación provisional es permanente y, por lo tanto, cara para los contribuyentes.
Un caso especial es la Parlamentarische Staatssekretär (Secretario de Estado parlamentario), que es un miembro del Parlamento, que es nombrado por un Ministerio como un Staatssekretär. Tales puestos, que estaban destinadas a mejorar la conexión entre un Ministerio y el Parlamento, recientemente se han convertido en objeto de cierta controversia.
Los críticos afirman que el Secretario de Estado Parlamentario normalmente recibe poca o ninguna influencia y responsabilidad dentro de su Ministerio. Todo el tiempo se les paga muy generosamente debido a recibir dos salarios, como Secretario de Estado y como miembro del Parlamento. Por ejemplo, cuando fue entrevistado acerca de su cargo como Ministro de Estado en el Ministerio de Relaciones Exteriores alemán durante una investigación sobre el uso indebido del visado parlamentario, Ludger Volmer alegó haber sido cortado desde el flujo de trabajo dentro del Ministerio y llamó a la Oficina del Staatsminister un "Unding" (absurdo).
En 1998, el Canciller Gerhard Schröder presentó la nueva Oficina del Comisario de Gobierno Federal para la Cultura y los Medios de Comunicación (Beauftragter der Bundesregierung für Kultur und Medien) en el rango formal de un Parlamentarischer Staatssekretär, por lo tanto, la Oficina generalmente se llama Kulturstaatsminister ("Ministro de Cultura") para abreviar. La Comisión Parlamentaria para la Cultura y los Medios de Comunicación (Ausschuss für Kultur und Medien im Deutschen Bundestag) se desempeña en lugar de un Ministerio adecuado para este departamento. Desde 1998, la Oficina del Kulturstaatsminister ha sido ocupada por Michael Naumann (1998-2001), Julian Nida-Rümelin (2001-2002), Christina Weiss (2002-2005) y Bernd Neumann (desde 2005).

## Argentina
El secretario de Estado en Argentina (Gobierno federal)  es un alto funcionario con rango inferior al de Ministro. Es responsable de un área de actividad del Ministerio, bajo la autoridad del Ministro. La cantidad de Secretarios de Estado varía en cada gobierno, en algunos casos puede haber hasta 5 o 6 secretarios de Estado por ministerio.

## Canadá
El gabinete canadiense solía tener un Secretario de estado de Asuntos Exteriores que actuó como Ministro de Asuntos Exteriores del país, pero esta posición fue abolida en 1993 y se creó una nueva posición de Ministro de relaciones exteriores. De 1867 a 1993 hubo también un Secretario de estado de Canadá que era un Ministro del gabinete cuyas funciones variaban con el tiempo, pero que era responsable para el Departamento de Secretario de estado hasta que fue abolida la posición. Desde 1993, algunos Ministros junior son con el estilo Secretario de Estado y asignar áreas políticas específicas para ayudar a los Ministros del despacho. Sin embargo, estos ministros junior no son miembros del gabinete de sí mismos. Desempeñan un papel similar por los Ministros de Estado, sin embargo, Ministros son miembros del gabinete.

## España
Con el término Secretario de Estado se conoce en España a:
- Secretario de Estado (Antiguo Régimen en España), aquel que en la historia moderna de España ocupaba un puesto equivalente al de ministro, es decir, jefe de un departamento gubernamental.
- Secretario de Estado (Administración General del Estado), el alto cargo de la Administración Pública de España en la actualidad (desde 1977), segundo en el rango ministerial con permiso de la figura tradicional del Subsecretario que todavía perdura en la actualidad.

## Estado libre de Orange
En el Estado libre de Orange (1854-1902) el Secretario de Estado fue el original el título del principal funcionario administrativo del Estado, que trabajó estrechamente con el Presidente del Estado como jefe de Estado y jefe de Gobierno tanto su gabinete y con el Volksraad, el Parlamento del Estado libre de Orange. El título de Secretario de Estado fue reemplazado por el Secretario de Gobierno poco después de la formación del aparato estatal y a partir de entonces nunca se utilizó una vez más.

## Finlandia
El Secretario de Estado, Valtiosihteeri, es el más alto funcionario por debajo de cada Ministro. Ministros, que llevan los ministerios (departamentos del Gobierno), constituyen el Consejo de Estado finlandés. Cada Secretario de estado es nombrado por el término del Ministro y es responsable ante el Ministro.
Este es un nuevo acuerdo; durante la introducción de este modelo, un Secretario fue llamado "Secretario de estado político" (Poliittinen Valtiosihteeri). En cambio, sólo dos ministerios, los ministerios de finanzas y Asuntos Exteriores, utilizan anteriormente para tener secretarios de Estado, que fueron nombrado permanentemente. Un ejemplo es Raimo Sailas.

## Francia
En Francia, un Secretario de estado es un Ministro junior, responsable de un Ministro o el primer Ministro. No debe ser confundido con el título de Ministro de Estado dado un Ministro francés senior de particular importancia.
En el antiguo régimen, secretarios de estado eran funcionarios de la Corona cuyas responsabilidades fueron similares a las de los ministros gubernamentales de hoy.

## Indonesia
En Indonesia, el Secretario de Estado (Sekretaris Negara) es un funcionario del Gobierno de nivel ministerial clasificar que jefes de la Secretaría de Estado. El Secretario de estado ofrece asistencia técnica y administrational del Presidente y Vicepresidente en asuntos de estado en ejecución. En caso del Presidente, el Secretario de estado también proporciona asistencia para el Presidente en su papel como Comandante Supremo de TNI. Además, el Secretario de Estado proporciona el Presidente y Vicepresidente con sus informes, coordina asuntos domésticos y protocolos, así como a contribuir a la redacción de leyes o normas gubernamentales.

## Luxemburgo
Luxemburgo secretarios de Estado (francés: secrétaire d'Etat, luxemburgués: Staatssekretär(in), alemán: Staatssekretär(in)) son miembros del gabinete y están clasificados por debajo de los Ministros. Se reciben informes específicos, que abarca los concursos mismos como los Ministros y ayudar a ayudar a sus respectivos Ministros para realizar sus funciones. A menudo se mantenga más de un breve o ayudar a más de un Ministro. En el gabinete actual, hay un Secretario de Estado, Octavie Modert, que es responsable de relaciones con el Parlamento; agricultura, viticultura y desarrollo rural; y cultura, educación superior y investigación. Ha habido dos en el gabinete anterior y tres entre 1984 y 1989.

## México
En México, o los Estados Unidos Mexicanos, se designa como Secretario de Estado, a los titulares de las dependencias federales A su cargo esta la administración, coordinación y realización de los proyectos, acuerdos y decretos que les son asignados, tanto por el Ejecutivo como por el Congreso de la Unión. 
1. El cargo es asignado a criterio del Presidente de la República, ya sea durante su mandato, o en periodo de campaña Electoral; (Donde los candidatos seleccionan a quienes, a su criterio, desempeñaran una labor idónea para el país, y su Proyecto de Nación), de ser así, el cargo entrara en vigor tras la protesta del nuevo mandatario, el 1 de diciembre del año correspondiente.
2. Las Secretarias de Estado en México, tienen igual rango, y entre ellas no hay, preeminencia alguna; de esta manera ningún Secretario, posee mayor o menor influencia.
3. En lo que a Sedes refiere, todas las Secretarias y Dependencias Federales, están establecidas en la capital del país, teniendo una sala de reuniones dentro de Palacio Nacional, y un salón de conferencias en la Residencia Oficial de los Pinos, para discutir los intereses, acuerdos y proyectos que puedan surgir en el cumplimiento de su cargo con el Presidente de la República.

Desde el establecimiento de las Secretarias de Estado a la actualidad, se han creado o derogado muchas de ellas. Siendo las que administran a los Estados Unidos Mexicanos actualmente:
- Secretaria de Agricultura y Desarrollo Rural (SADER)
- Secretaria de Comunicaciones y Transportes (SCT)
- Secretaria de Cultura
- Secretaria de la Defensa Nacional (SEDENA)
- Secretaria de Desarrollo Agrario, Territorial y Urbano (SEDATU)
- Secretaría de Bienestar
- Secretaria de Economía (SE)
- Secretaria de Educación Pública (SEP)
- Secretaria de Energía (SENER)
- Secretaria de la Función Pública (SFP)
- Secretaria de Gobernación (SEGOB)
- Secretaria de Hacienda y Crédito Público (SHCP)
- Secretaría de Marina (SEMAR)
- Secretaría de Medio Ambiente y Recursos Naturales (SEMARNAT)
- Secretaria de Relaciones Exteriores (SRE)
- Secretaria de Salud
- Secretaria del Trabajo y Previsión Social (STPS)
- Secretaria de Turismo (SECTUR)
- Secretaría de Seguridad y Protección Ciudadana (SSPC)

## Noruega
Un statssekretær en Noruega juega más o menos el mismo papel como el equivalente francés o sueco. Secretarios de Estado están conectados al Ministerio específico y servir como vice Ministro de facto. Sin embargo, el Secretario de Estado no pueden asistir a un Consejo de Estado.

## Reino Unido
Actualmente en el Reino Unido, un Secretario de Estado es un ministro del Gabinete, a cargo de un departamento del gobierno (aunque no todas las dependencias del gobierno son encabezadas por un Secretario de Estado, e.g. el Tesoro de Su Majestad está a cargo del Chancellor of the Exchequer (Ministro de Hacienda)). Los Secretarios de Estado son designados directamente por el primer ministro, y son responsables, junto con los otros miembros del Gabinete, del Gobierno del Reino Unido. En teoría solamente existe una Secretaría de Estado, y la legislación generalmente se referiere únicamente a "la Secretaría de Estado". En la práctica, hay un número de Secretarías de Estado, cada una de las cuales puede ejercer algunas de las funciones del Secretario de Estado, y se denominan formalmente como "Secretario Principal de Estado de Su Majestad para ...". Estos cargos pueden ser creados sin previa legislación.

## Santa Sede
El Cardenal Secretario de estado preside la Secretaría de Estado de la Santa Sede, que es el dicasterio más importante de la Curia Romana, que organiza, hace los nombramientos y dirige las actividades de los otros dicasterios. La Secretaría es también responsable de exterior, de las relaciones de la Santa Sede durante una sede vacante. El exsecretario de Estado (el nombramiento caduca cuando el Papa muere o renuncia) asume algunas de las funciones del jefe de Estado como parte de una Comisión temporal.
- Datos: Q736559
- Multimedia: Secretaries of state / Q736559